# Marguerite Monnot
Pour les articles homonymes, voir Monnot.
Marguerite Monnot est une pianiste et compositrice française de chansons et de musiques de films, née le 28 mai 1903 à Decize (Nièvre) et morte le 12 octobre 1961 à Paris 14e. D'innombrables chansons interprétées par Marie Dubas (Mon légionnaire, Le fanion de la Légion), Édith Piaf (Milord, L'Hymne à l'amour) et une comédie musicale à succès (Irma la Douce) lui ont conféré une renommée internationale.

## Biographie

### Un talent précoce
Son père, Marius Monnot, donne des cours de piano et compose de la musique religieuse. Il est le titulaire de l'orgue de l'église Saint-Aré à Decize (Nièvre), petite ville où sa mère est également institutrice. À trois ans et demi, Marguerite Monnot apparaît dans la revue La Vie heureuse dans laquelle l'auteur précise qu'elle débute à étudier le piano à 27 mois. Marguerite manifeste des talents musicaux précoces et, à l'âge de huit ans, interprète en concert Liszt, Chopin et Mozart. Entre douze et quinze ans, elle suscite ses premiers articles de presse et les éloges de Camille Saint-Saëns.
À 16 ans, après avoir refusé, sur l'instance de ses parents, de faire partie des musiciennes officielles de la cour d'Espagne, Marguerite Monnot entre au Conservatoire de Paris. Elle se forme sous la houlette du pianiste classique Alfred Cortot et de Nadia Boulanger. Elle entame une tournée de concerts en Europe. Mais à 18 ans, engagée pour une soirée aux États-Unis, elle ne s'y rend finalement pas, interrompant brutalement sa jeune carrière de concertiste.
Sa découverte de la chanson populaire à la TSF va lui donner le goût de la composition. À 28 ans, en 1931, elle cosigne sa première chanson, Ah ! Les mots d'amour !, interprétée par Jane Marny. Le parolier Marc Hémy lui demande une musique pour Viens dans mes bras, chantée par Lucienne Boyer. Marguerite Monnot est surnommée « la Guitte» dans le milieu de la chanson.

### Succès internationaux
Sa carrière prend un nouveau tour lorsque sa composition L'étranger reçoit le Grand Prix du disque en 1936. Chanté au début par Annette Lajon, L'étranger a été adopté par une jeune chanteuse de cabaret alors en pleine ascension, Édith Piaf, qui a fait sa connaissance par l'intermédiaire de Raymond Asso.
Marguerite Monnot mettra ensuite en musique Mon légionnaire, d'abord chanté par Marie Dubas. Piaf, qui admirait Dubas, reprendra à son tour la chanson en 1937. Ce sera le début d'une collaboration fructueuse de près de 25 ans, doublée d'une amitié profonde entre les deux femmes. Marguerite Monnot travaillera avec d'autres paroliers, comme Henri Contet, pendant les années d'occupation, écrivant notamment Où sont-ils donc mes petits copains, Tu es partout (qu'on retrouvera plus tard dans la bande musicale du film Il faut sauver le soldat Ryan) ou, après la Libération, Y a pas de printemps. En 1949, elle compose la musique de L'Hymne à l'amour écrit par Édith Piaf. Le duo Piaf-Monnot sera le premier tandem d'auteur-compositeur féminin dans l'histoire de la chanson.
Elle se marie le 11 juillet 1950 avec le chanteur Paul Peri, de son vrai nom Étienne Giannesini.
Elle connaît deux succès internationaux en 1956, avec La goualante du pauvre Jean qui devint numéro 1 des ventes aux États-Unis, sous le titre The poor people of Paris, chanté par Dean Martin et Irma la Douce, une comédie musicale, avec Alexandre Breffort, dont elle compose la musique. Très novatrice pour son époque, Irma la douce sera l'une des rares comédies musicales françaises à triompher au Royaume-Uni et aux États-Unis.
En 1959, ce sera Milord, sur des paroles de Georges Moustaki, une musique qui connaît là encore un énorme succès international. Du jour au lendemain Piaf rompt unilatéralement la longue relation artistique avec elle et remplace Marguerite Monnot comme compositeur attitré par Charles Dumont, qui signe (notamment), Non, je ne regrette rien.
Le 11 octobre 1961, traversant une période de dépression, elle meurt d'une crise d'appendicite non soignée. Elle est inhumée au cimetière de Decize, sa ville natale.

## Musiques pour Édith Piaf
- Adieu mon cœur. Paroles : Henri Contet (1946)
- Avant l'heure. Paroles : Marcel Achard (1951)
- Avant nous. Paroles : René Rouzaud
- Les Amants d'un jour. Paroles : Claude Delécluse et Michelle Senlis (1956)
- C'est à Hambourg. Paroles : Claude Delécluse
- C'est l'amour. Paroles : Édith Piaf (1960)
- C'est merveilleux. Paroles : Henri Contet (1946)
- C'est pour ça. Paroles : Henri Contet (1947)
- C'était un jour de fête. Paroles : Édith Piaf (1941)
- Chanson bleue. Paroles : Édith Piaf (1951)
- Le Chant du pirate. Paroles : Henri Contet (1946)
- Comme moi. Paroles : Claude Delécluse et Michelle Senlis (1957)
- Demain (il fera jour). Paroles : Marcel Achard (1951)
- De l'autre côté de la rue
- Enfin le printemps. Paroles : René Rouzaud (1954)
- Escale. Paroles : J.Marèze (1945)
- Fais comme si. Paroles : Michel Rivgauche (1958)
- La Goualante du pauvre Jean. Paroles : René Rouzaud (1954)
- Heureuse. Paroles : René Rouzaud (1953)
- Il a chanté. Paroles : C.Didier (1948)
- J'ai dansé avec l'amour. Paroles : Édith Piaf (1941)
- J'entends la sirène. Paroles : Raymond Asso (1936)
- Je m'imagine. Paroles : Nita Raya (1960)
- Je n'en connais pas la fin. Paroles : Raymond Asso (1939)
- L'Étranger. Paroles : R. Malleron. Musique : Juel et Marguerite Monnot (1934)
- Le disque usé Paroles de Handrey
- L'Homme des bars. Paroles : Édith Piaf (1941)
- L'Homme que j'aimerai. Paroles : Marcel Achard (1951)
- L'Hymne à l'amour. Paroles : Édith Piaf (1949))
- Milord. Paroles : Georges Moustaki (1959)
- Les Neiges de Finlande. Paroles : Henri Contet (1958)
- La P'tite Marie. Paroles : Édith Piaf (1950)
- Un coin tout bleu
- La Valse de l'amour. Paroles : Édith Piaf (1951)
- Y a pas de printemps. Paroles :Henri Contet

## Musique de films
- La Sage-femme, le Curé et le Bon Dieu (Jessica) (1962) [3]
- Les Canailles (1960)
- Les Amants de demain (1959)
- L'Île du bout du monde (1959)
- La Fille de Capri (1959)
- Si le roi savait ça (1958)
- Le Désert de Pigalle (1958)
- Rue de l'Estrapade (1953)
- Neuf garçons, un cœur (1948)
- Macadam (1946)
- Montmartre-sur-Seine (1941)
- Aux urnes, citoyens ! (1932)
- La Fortune  (1931)